# Баласт
Бала́ст (нід. bállast, що виводиться від дан. і швед. barlast — «пустий вантаж», утвореного від bar — «позбавлений, порожній, голий» і last — «вантаж») — будь-який матеріал, що використовується для забезпечення сталості транспортного засобу або конструкції.

## Судноплавання
Використовуваний на суднах баласт — порожній вантаж (чавунні зливки, каміння, пісок тощо), що навантажуються в трюм судна для збільшення осадки і поліпшення остійності; на сучасних великих суднах роль баласту виконує вода, що заливається в баластні цистерни.

## Залізничне господарство
Баласт на залізниці — щебеневий або піщаний шар, який укладається на земляне залізничне полотно; баласт (дорожній баласт) створює пружну основу для шпал, забезпечує плавний рух поїздів, сприяє швидкому відводу води від шпал тощо.

## Повітряні судна
Баласт в авіації і повітроплаванні — вантаж, що накладається в гондолу аеростата (дирижабля, цепеліна) і поступово скидається, якщо необхідно збільшити висоту польоту.
Призначений для досягнення кращої стійкості, для зміщення центру ваги в потрібному напрямку, на аеростатах — для врівноваження підіймальної сили і сили тяжіння. У ролі баласту можуть виступати мішки з піском, камені, паливо (приклад — 4-й бак літака Ту-154), вода (напр., літак Іл-62 має баластний водяний бак).